# 华贵黄耆
华贵黄耆（学名：Astragalus nobilis）为豆科黄耆属下的一个种。

## 变种
钝叶华贵黄耆（学名：Astragalus nobilis var. obtusifoliolus）为豆科黄芪属的变种，为中国的特有植物。分布于中国大陆的新疆等地，生长于海拔2,800米至3,000米的地区，常生长在草地和冲积地上。

## 扩展阅读
維基物種上的相關：华贵黄耆